# Обухово (Семёнковский сельсовет)
Обу́хово — упразднённая деревня в Вологодском районе Вологодской области.
Входила в состав Семёнковского сельского поселения, с точки зрения административно-территориального деления — в Семёнковский сельсовет.
Расстояние по автодороге до районного центра Вологды — 17 км, до центра муниципального образования Семёнково — 9 км. Ближайшие населённые пункты — Вертлово, Начемерово, Лучниково, Дубровское, Высочка.
По переписи 2002 года население — 28 человек (14 мужчин, 14 женщин). Всё население — русские.
Упразднена 4 сентября 2023 года путём присоединения к посёлку Дубровское.